# Molophilus falcatus
Molophilus falcatus là một loài ruồi trong họ Limoniidae. Chúng phân bố ở miền Tân bắc.